# Simon af Kyrene
Simon af Kyrene (heb. שִׁמְעוֹן Šim’ōn "lyttende") var ifølge de synoptiske evangelier en mand fra Kyrene (i det nuværende Libyen), der under Jesu korsvandring ad Via Dolorosa af romerne blev tvunget til at bære korset et stykke af vejen. I Johannesevangeliet må Jesus selv bære sit kors.
Da en del af straffen netop var, at man selv måtte slæbe korset hen til henrettelsesstedet, taler det imod, at Jesus fik hjælp undervejs. Men de romerske soldater kan have tænkt, at han var så udmattet af den forudgående mishandling, at han kom til at dø, før de kom frem.
En romersk soldat havde ret til at tvinge andre til, uden betaling, at bære hans oppakning en romersk mil, og det er det, der refereres til i Matt 5:41: "Og vil nogen tvinge dig til at følge ham én mil, så gå to mil med ham."  Et sådant tvangsarbejde, angareuein,  er der også tale om, når Simon tvinges til at bære Jesu kors.

## Bibelens beskrivelse
"Og de tvang en mand, som kom forbi ude fra marken, til at bære hans kors. Det var Simon fra Kyrene, far til Alexander og Rufus." (Mark. 15:21) Ifølge Markus' tidsangivelser er det imidlertid sabbat. Simon blev altså tvunget til at arbejde på sabbaten, hvad der ville have vakt furore i hele byen. Han havde ikke engang lov til at gå så langt på en sabbat (han var på vej ind til byen fra landet). Forklaringen kan være, at han ikke var jøde, eller at Markus' tidsangivelse er forkert.
"På vejen derud traf de en mand fra Kyrene, som hed Simon, ham tvang de til at bære hans kors." (Matt. 27:32)
"Da de førte Jesus ud, greb de fat i en mand, som kom ude fra marken, og han hed Simon og var fra Kyrene; ham lagde de korset på, for at han skulle bære det bagefter Jesus." (Luk. 23:26)
Markusevangeliets omtale af Simon som "far til Alexander og Rufus", giver indtryk af, at Simons sønner var bekendte af evangeliets læsere. Da mange mener, Markusevangeliet blev skrevet i Rom, minder det om henvisningen i Paulus' romerbrev 16:13: " Hils Rufus, den udvalgte i Herren, og hans mor, som også er en mor for mig." Hvis det drejer sig om den samme Rufus, virker det som om Paulus kendte Simons kone og mindst én af hans sønner, og at hele familien er blevet kristne. I 1941 blev der fundet en kiste i en grav i Kedrondalen med påskriften "Alexander fra Kyrene" på aramæisk og "Alexander, Simons søn" på græsk. Det kan tolkes som henvisninger til fire medlemmer af samme familie: Simon, der besøgte Jerusalem langfredag; hans kone, der tog hånd om Paulus; og to sønner, der begge var kendt af menigheden i Rom. I så fald har den ene søn, Rufus, været i Rom ved starten af 50'erne, mens den anden, Alexander, døde i Jerusalem. 

## Legender
Da Simon kom fra Kyrene i Nordafrika, opstod den tradition, at Simon var den første sorte helgen, og at hans sønner, Rufus og Alexander, blev missionærer. Det faktum, at sønnerne nævnes ved navn i Markusevangeliet, synes at antyde, at de var kendte skikkelser blandt de tidlige kristne.
Basilides fra Alexandria, der var en af de første gnostikere,  ville have det til, at Jesus byttede identitet med Simon og stod leende ved siden af korset, da Simon blev hængt op og døde. 